# CB Valladolid
Club Baloncesto Valladolid ist ein spanischer Basketballverein aus der kastilischen Provinzhauptstadt Valladolid. Die erste Mannschaft spielt in der spanischen Liga ACB. Die Heimspiele werden im 6311 Zuschauer fassenden Pabellón Polideportivo Pisuerga bestritten.

## Geschichte
Der Klub wurde im Jahr 1976 gegründet und übernahm die Lizenz des in Finanznöte geratenen, ebenfalls in Valladolid beheimateten, Vereins ADC Castilla, der in der Vorsaison den Aufstieg in die erste Spielklasse erreicht hatte.
Bereits in der ersten Saison erfolgte durch den elften und vorletzten Platz in der Liga der Abstieg in die Segunda División. Nach zwei Jahren in der zweiten Spielklasse, gelang zur Saison 1979/80 der Wiederaufstieg. In diesem Jahr hatte CB Valladolid auch den ersten Einsatz bei einem internationalen Bewerb, als man im Korać-Cup 1979/80 in der Runde der letzten Acht scheiterte. Im Jahr 1983 war der Klub eines der Gründungsmitglieder der Asociación de Clubs de Baloncesto, die fortan den Spielbetrieb der Liga ACB leitete. Mit Ausnahme eines Jahres in der Liga Española de Baloncesto in der Saison 2008/09, ist der Klub nicht mehr aus der ersten Spielklasse abgestiegen.
Obwohl CB Valladolid zu den Mannschaften mit den meisten Spielzeiten in der Liga ACB gehört, blieben die Erfolge bislang aus. Das beste internationale Resultat gelang beim Korać-Cup 1991/92, als die Kastilier im Halbfinale nach Hin- und Rückspiel knapp mit 142:137 am späteren Sieger Messaggero Virtus Roma scheiterten. National erreichte der Klub dreimal das Halbfinale um den Spanischen Pokal (1984/85, 1987/88 und 1997/98) und viermal das Viertelfinale im Play-off um die Meisterschaft (1989/90, 1990/91, 1991/92 und 2000/01).

## Namen
Im Laufe der Geschichte trug der Klub aufgrund wechselnder Sponsoren unterschiedliche Namen, der bekannteste ist Fórum Filatélico bzw. Fórum Valladolid, den der Verein insgesamt 22 Jahre lang führte.
- Impala Tours Valladolid (1978–1979)
- Editorial Miñón Valladolid (1979–1982)
- Fórum Filatélico Valladolid (1983–1992)
- Grupo Libro Valladolid (1992–1993)
- Fórum Valladolid (1993–2006)
- Grupo Capitol Valladolid (2006–2008)
- Blancos de Rueda Valladolid (seit 2009)

## Bekannte Spieler
Im Laufe der Geschichte waren einige international bekannte Stars für CB Valladolid tätig. Für den litauischen Center Arvydas Sabonis war der Klub die erste Station außerhalb der Sowjetunion, von 1989 bis 1992 stand er in Diensten der Kastilier. Zeitgleich mit Sabonis verpflichtete das Team auch seinen Vereins- und Nationalmannschaftskollegen Valdemaras Chomičius sowie ein Jahr später mit Waleri Tichonenko einen weiteren sowjetischen Nationalspieler. Auch der bekannte brasilianische Shooting Guard Oscar Schmidt war von 1993 bis 1995 für den Klub im Einsatz. Spaniens Point Guard Juan Antonio Corbalán ließ seine Karriere bei CB Valladolid ausklingen.
| - Demetrius Alexander - Wendell Alexis - Hurl Beechum - Valdemaras Chomičius - Juan Antonio Corbalán - Vassil Evtimov - Pablo Laso - Anicet Lavodrama - Carlton Myers - Ed O’Bannon | - Nikola Radulović - Efthimios Rentzias - Arvydas Sabonis - Fernando San Emeterio - Oscar Schmidt - Julian Sensley - Marcus Slaughter - Darius Songaila - Waleri Tichonenko - Patrick Ewing Jr. |